# 涂子沛
涂子沛（1973年8月25日—），中国江西吉安市人，知名科技作家、大数据专家。其作品大多从科技出发，但覆盖历史、时政。
2012年，其著作《大数据》在中国引起了对大数据战略、数据治国和开放数据的讨论，被称“为华文世界开创了一个重要话题”，该书获得国家图书馆文津奖、中国软科学奖，也被《亚洲周刊》等媒体评为2012年度中国十大好书。
2014年，出版了第二本著作《数据之巅》，从科技和文化的角度，阐述了人类数据文明的历史。居美国硅谷。
2014年12月，任阿里巴巴副总裁。